# Bob’s Birthday
Bob’s Birthday ist ein kanadisch-britischer animierter Kurzfilm von David Fine und Alison Snowden aus dem Jahr 1993.

## Handlung
Margaret Fish bereitet für ihren Mann heimlich eine Feier zu seinem 40. Geburtstag vor. Bob, der als Zahnarzt arbeitet, glaubt, für den Abend sei ein Restaurantbesuch geplant. Der Umgang mit den Patienten, von denen einer ihm erzählt, dass unter Zahnärzten eine hohe Selbstmordrate besteht, und ein anderer ihm einen Toilettenpapierhalter schenkt, stürzen ihn in die Midlifecrisis. Zudem schwärmt er heimlich für seine Sprechstundenhilfe, die den ganzen Tag die Pflanzen mit Entlausungsmitteln bearbeitet und so für steten Blattfall sorgt.
Im gemeinsamen Haus sieht Margaret, wie Bob nach Hause kommt. Sie bittet die zahlreichen Gäste, sich zu verstecken und erst auf das Stichwort „Surprise“ zu erscheinen. Bob jedoch macht sich ohne Margaret zu begrüßen Essen und zieht sich danach um – er erscheint nur mit Hemd und Schlips bekleidet und weigert sich, Hosen anzuziehen, da schließlich die Gardinen zugezogen seien. Er beginnt, sein Leben infrage zu stellen und stellt fest, dass alle Freunde der beiden eigentlich unglaublich langweilig wären. Er fragt Margaret, ob sie gerne Kinder hätte, ob sie ihn jetzt noch attraktiv findet und ob er seinen Job aufgeben soll. Am Ende setzt er sich ins Auto und wartet auf Margaret, um wie geplant essen zu fahren. Nach einer kurzen Pause löscht Margaret die Lichter im Haus und folgt ihm. Als das Auto verschwunden ist, kommen die Gäste im Dunkeln langsam aus ihren Verstecken.

## Produktion
Bob’s Birthday entstand als Ko-Produktion von Snowden Fine Animation, Channel 4 sowie dem National Film Board of Canada für Channel 4. Der Film erschien im Dezember 1993.
Auf dem Kurzfilm basiert die Animationsserie Bob and Margaret, die von 1998 bis 2001 lief und vier Staffeln umfasste.

## Synchronisation
| Rolle              | Originalsprecher  |
| ------------------ | ----------------- |
| Bob Fish           | Andy Hamilton     |
| Margaret Fish      | Alison Snowden    |
| Patient            | Harry Enfield     |
| Patient            | Andrew MacLachlan |
| Patient            | Tessa Wojtczak    |
| Sprechstundenhilfe | Sally Grace       |

## Auszeichnungen
Bob’s Birthday gewann 1995 den Oscar in der Kategorie „Bester animierter Kurzfilm“. Auf dem Ottawa International Animation Festival erhielten Snowden und Fine den Gordon Bruce Award for Humor.
Bob’s Birthday war bei den Genie Awards in der Kategorie „Bester Kurzfilm“ nominiert, unterlag jedoch Arrowhead. Auf der Berlinale 1994 lief er im Wettbewerb um den besten Kurzfilm, konnte sich jedoch nicht gegen Asche von Ferenc Cakó durchsetzen. Er war für einen BAFTA Award als Bester animierter Kurzfilm nominiert, den jedoch Wallace & Gromit – Die Techno-Hose gewann.